# Срнетица (Источни Дрвар)
Срнетица је насељено мјесто у општини Источни Дрвар, Република Српска, БиХ. Према попису становништва из 1991. у насељу је живио свега 1 становник. На попису становништва 2013. године, према подацима Агенције за статистику Босне и Херцеговине није било становништва.

## Географија
Срнетица се налази у сјеверном дијелу општине, а смјештена је на око 12 километара од сједишта Источног Дрвара, села Потока, скривена у срцу планине Клековаче на преко 1.000 метара надморске висине. Срнетица је подједнако удаљена од Стрмице, Јајца и Приједора. Сва та три мјеста, односно дестинације, од Срнетице, су удаљена по 107 километара.

## Историја
Насеље Срнетица, иако данас без становника, до 1976. године је била варош са 2.500 становника и 3.000 радника. Срнетица је некад била највећи жељезнички чвор на ускотрачној прузи у југоисточној Европи, а као једна од радничких колонија "Шипада", почела се градити пред сам почетак Првог свјетског рата. Пруга у Срнетици је прављена за вријеме Aустроугарске, како би се олакшао превоз шуме, коју је тадашња власт масовно експлоатисала. Срнетица је тада била варош са развијеном инфраструктуром и великим бројем објеката. Поред великог броја индивидуалних и колективних објеката за становање, Срнетица је имала цркву посвећену Светом Ђорђу, продавницу, ресторан, амбуланту, мјесну канцеларију, пошту, апотеку, биоскопску салу.
У Срнетици је друштвени живот био у великој мјери развијенији него у околњим варошима. Становништву су били обезбјеђени сви услови за живот, а у самој Срнетици, редовно су се одржавале културне, спортске и разне друге манифестације. Срнетички биоскоп је редовно приказивао филмове, тако да су филмови који су гледани у Сарајеву одмах наредни дан пуштани и у Срнетици. Срнетица је имала амбуланту са три љекара, и апотеком, за коју кажу да такве није било ни у Београду. Спортске активности су се одржавале у склопу спортског друштва, гдје се посебно истицао фудбалски клуб.

## Становништво
Према попису становништва из 1991. године, насељено мјесто Срнетица имало је 1 становника. Након укидања пруге 1976. године становништво се масовно иселило из овог насеља, а сама варош је остала напуштена и препуштена зубу времена. Посљедњи становник Срнетице био је Блажо Ђаковић који је убијен током операције Маестрал.
| Националност | 1991. | 1981. | 1971. |
| Срби         | 1 (%) |       |       |
| Укупно       | 1     | '     | '     |

| Демографија | Демографија | Демографија |
| Година      | Становника  | Становника  |
| ----------- | ----------- | ----------- |
| 1948.       | 270         |             |
| 1953.       | 435         |             |
| 1961.       | 636         |             |
| 1971.       | 487         |             |
| 1981.       | 11          |             |
| 1991.       | 1           |             |
| 2013.       | 0           |             |